# 戴佳敏
戴佳敏（英語：Fiona Dai JiaMin，1996年12月15日—），江蘇南京人，香港女藝員，《2021年度香港小姐競選》二十強佳麗，以及無綫電視經理人合約藝員。

## 簡歷
戴佳敏出生於江蘇省南京市。戴佳敏去中央戲劇學院2014級表演系後來香港進修碩士及去香港參選2021年度香港小姐競選為二十強佳麗，入到12強之後被淘汰。戴佳敏落選之後加入無線電視做一個藝員。
2021年，戴佳敏開始拍攝《無相之城》，角色為許琳瑯。

## 作品

### 綜藝節目
| 首播     | 節目名                   | 備註   |
| 無綫電視 |                          |        |
| 2021年   | 《2021香港小姐競選決賽》 | 參賽者 |
| 2021年   | 健康活力佳麗             | 參賽者 |

### 電視劇
| 首播     | 劇名         | 角色   |
| 騰訊視頻 |              |        |
| 2025年   | 《無相之城》 | 許琳瑯 |

## 出面網頁
- 戴佳敏在tvb.com的資料
- 戴佳敏的Instagram帳戶
- 戴佳敏的抖音短視頻主頁